# Johannes Lagercrona
Johannes Lagercrona (tidigare  Munkthelius), född 15 januari 1618 i Stockholm, död 25 april 1674 i Stockholm, var en svensk livmedikus och ämbetsman.

## Biografi
Johannes Lagercrona föddes 1618 i Stockholm. Han var son till löjtnanten Mattias Hansson vid Upplands storregemente, som bodde på Dåvön i 48 år, begraven i Munktorps kyrka. Lagercrona började studera vid Kungliga Akademien i Åbo 1643, stipendiat 1644 och avlade filosofie magisterexamen den 18 juli 1645. Han lämnade Åbo 1646 och reste utomlands till Leiden, där han började studera vid Leidens universitet den 29 juni 1647. Lagercrona blev promov.med. doktor där 1649. Han blev 1650 livsmedikus för prins Carl Gustaf (sedermera kung Carl X Gustaf) och 1652 för regerande drottning Christina. Gift den 14 augusti 1652 i Nikolai församling i Stockholm med Margareta Utterklou (född 1633). Hon var dotter till borgmästaren Anders Jönsson och Catharina Eriksdotter.
Adlades den 2 januari 1653 av regerande drottning Christina (introducerad 1654 under nummer 577). Extra ordinarie assessor i Svea hovrätt 20 november 1654, häradshövding i Finspångs län samt Bråbo och Memmings härader i Östergötland den 3 juni 1658. Tillika assessor i reduktionskollegium 27 augusti 1661, tillika häradshövding i Norunda härad i Uppland och Tuhundra härad i Västmanland den 26 mars 1667.
Johannes (Munkthelius) Lagercrona avled 1674 i Stockholm och begravdes i Munktorps kyrka, varest han nedsattes först 1696 och hans vapen upphängdes. Han fick sex barn varav fem uppnådde vuxen ålder, ätten utgick 1705 då hans son Anders Lagercrona upphöjdes till friherrlig värdighet den 3 juli 1705 av konung Carl XII.

### Familj
Lagercrona gifte sig 14 augusti 1652 i Sankt Nikolai församling, Stockholm med Margareta Utterklo (född 1633). Hon var dotter till borgmästaren Anders Jönsson Utterklo och Catharina Eriksdotter i Stockholm. De fick tillsammans barnen Christina Maria Lagercrona, generalmajoren Anders Lagercrona (död 1739) vid infanteriet, fänriken Carl Gustaf Lagercrona (1655–1680) vid livgardet, ett barn (född 1658), Erik Lagercrona (född 1659) och Catharina Lagercrona som var gift med Palmgren och pedagogen Erik Kolmodin vid Munktorps skola.